# PZL M–2
A PZL M–2 lengyel iskola- és gyakorló repülőgép volt, amelyet az 1950-es évek végén terveztek a WSK-Mielec repülőgépgyárban. Csak két prototípusa készült, sorozatban nem gyártották.

## Története
A repülőgépet 1957-ben tervezték a WSK-Milelec repülőgépgyár újonnan létrehozott 2. sz. repülőgéptervező irodájában a Lengyel Népköztársaság Repülőklubjának (APRP) megrendelésére, amely a repülőklubok számára egy új iskola- és gyakorló repülőgépet igényelt. A tervezőcsoportot Stanisław Jachyra irányította. A repülőgép az 1956-ban csak koncepció szintjén elkészült, de meg nem épített PZL M–1 műrepülőgépen alapult, és egyúttal a tervezőiroda első olyan projektje volt, amely ténylegesen meg is valósult.
Három prototípust építettek. Közülük egyet földi szilárdsági tesztekre használtak a varsói Repülési Intézetben (IL). AZ első repülőképes prototípus 1958 tavaszán készült el, de a csehszlovák Praga Doris motor szállítása csúszott, így az első felszállásra csak 1958. június 26-án kerülhetett sor. Az SP-PAC lajstromjelű prototípussal Tadeusz Gołębiowski  berepülőpillóta emelkedett a levegőbe. A második repülőképes prototípus SP-PBA lajstromjellel 1958. szeptember 13-án repült először. A két prototípussal 1958 novemberéig folytak a gyári tesztek. A tesztek során felmerült apróbb műszaki hiányosságokat folyamatosan korrigálták.
Az első prototípust 1958 szeptemberében mutatták be először a nyilvánosság előtt egy varsói légibemutatón, majd 1959 a második prototípus egy wrocławi légibemutatón szerepelt. A két gép utolsó tesztelési fázisa 1960 tavaszán kezdődött el a Repülési Intézetben. A tesztek alapján a repülőgép kedvező repülési tulajdonságokkal rendelkezett. A gép problémás eleme volt viszont a motor, amely 220 km/h-s sebesség felett az egész sárkányszerkezetre átterjedő erős vibrációt okozott. Emellett a  Praga Doris M208B hathengeres boxermotor nem volt alkalmas hátonrepülésre, ami korlátozta a gép műrepülhetőségét. A Praga Doris motor helyett felmerült a fejlesztés alatt álló, Wiktor Narkiewicz által tervezett hazai WN–6 boxermotor alkalmazása. Ennek a motornak a fejlesztése azonban csúszott, végül pedig az egész motorfejlesztési projektet törölték, így a WN–6-os motor soha sem készült el. Időközben a Lengyel Népköztársaság Repülőklubjának a követelményei is megváltoztak. A farokfutós, hárompontos futóműelrendezés helyett a repülőklub orrfutós elrendezéső és behúzható futóművet, valamint fejlettebb navigációs rendszereket igényelt. Ezen körülmények hatására a PZL M–2 fejlesztési munkáit beszüntették, a két repülőképes prototípuson kívül további példányok nem készültek. A PZL M–2-vel szerzett tapasztalatokat a gép továbbfejlesztésének is tekinthető PZL M–4 Tarpan gyakorló repülőgépnél hasznosították.
A két elkészült prototípust a mieleci repülőklub használta pilkótaképzésre az 1970-es évek elején történt selejtezésükig. Az SP-PAC lajstromjelű első prototípust a Mielec közelében fekvő Radomyśl Wielki város kapta meg, ahol 1972-ben a város központjában emlékműként kiállították. Ez a gép napjainkban is ott található. A második, SP-PBA lajstromjelű prototípust egy mieleci óvodában állították fel. Az alacsonyan álló gép azonban balesetveszélyes volt, a gyerekek fel tudtak mászni a repülőgépre. Ezért ezt a gépet a szülők nyomására hamarosan eltávolították az óvoda udvaráról. A gépet selejtezték és Krosnóba került, de nem bontották szét, hanem végül a krakkói Lengyel Repülési Múzeum kapta meg a statikus tesztekhez felhasznált prototípus maradványaival együtt. Ezek napjainkban a múzeum raktárában találhatók.
A két megmaradt prototípus származása és azonosíthatósága azonban zavaros. A  Radomyśl Wielkiben kiállított gépre is sokáig a második prototípus lajstromjele, az SP-PBA volt felfestve, és a mileci óvodaudvaron felállított gépen is ugyanez a lajstromjel szerepelt. A Radomyśl Wielkibe szállított gépre egy későbbi újrafestés során festették fel az SP-PBA lajstromjelet, vélhetően tévedésből, majd egy 2010-es felújítás és újrafestés során visszakapta az eredeti SP-PAC lajstromjelét. A kiállított gépeket részegységenként szállították a helyszínre és ott szerelték össze őket, így az is elképzelhető, hogy a két prototípus részegységei keveredhettek.

## Jellemzői
Teljesen fémépítésű, hagyományos aerodinamikai elrendezésű, alsószárnyas, kétszemélyes repülőgép. A törzs félhéj szerkezet. A szabadonhordó szárnyak trapéz alaprajzúak, kevés számú szárnybordával rendelkeznek. A szárnyprofil a szárnytőben NACA 23015, a szárnyvégnél NACA 23012 típusú. A szárny dural borítású. A csűrő duralumíniumból készült és vászonborítású. A szárny alsó részén elhelyezkedő  féklap elektromos működtetésű. A szárnyakban összesen 120 liter kapacitású üzemanyagtartályok találhatók. A vezérsíkok szabadonhordók, a törzzsel egybeépítettek, duralumínium borításúak, míg a vízszintes kormányfelület vászonborítású, az oldalkormány duralumínium borítású. A vízszintes kormányfelület egyrészes. A kétszemélyes pilótafülke tandem elrendezésű. Elöl a növendék, mögötte az oktató ülése található. A a műszerek és a kezelőszervek a kabinban kettőzöttek. A kabin zárt, a plexitető egyben hátrahúzva nyitható. A futóműve hagyományos hárompontos, farokfutós, mereven beépített (nem behúzható). A főfutók nyomtávja 2,6 m. A bal oldali főfutószár felső részén egy leszállófényszórót helyeztek el. A főfutón alacsony nyomású gumiabroncsok találhatók, a futó hidraulikus fékkel rendelkezik. A farokfutó önbeálló, rugózását olaj és levegő töltésű függesztőtag biztosítja. A törzs orr részébe építették be a csehszlovák gyártmányú Praga Doris B (Walter M–208) típusú hathengeres, léghűtéses boxermotort, amely 220 LE felszálló teljesítményt adott le. A motor elektromos indítású. A Praga Doris motor egy kéttollú, fábol készült légcsavart hajtott. A két prototípuson eltérő méretű légcsavart használtak. Az első prototípuson 2,35 m, a második prototípuson 2,31 m átmérőjű légcsavar volt. 

## Műszaki adatok

### Tömeg- és méretadatok
- Fesztáv: 9,50 m
- Hossz: 7,62 m
- Szárnyfelület: 13,62 m²
- Magasság: 3,02 m
- Üres tömeg: 788 kg
- Legnagyobb felszállótömeg: 1067 kg

### Motor
- Motor típusa: Praga Doris M208B hathengeres léghűtéses boxermotor
- Motorok száma: 1 db
- Maximális teljesítmény: 162 kW (220 LE)

### Repülési adatok
- Legnagyobb sebesség: 253 km/h
- Gazdaságos utazósebesség: 220 km/h
- Legnagyobb repülési magasság: 5475 m
- Emelkedőképesség: 6,3 m/s
- Hatótávolság: 600 km
- Átesési sebesség: 105 km/h
- Felszállási úthossz: 160 m
- Kigurulási úthossz: 180 m
- Üzemanyagfogyasztás: 46 l/h